# Flatland, romance of many dimensions
Flatland: A Romance of Many Dimensions, traducida al español como Planilandia: Una novela de muchas dimensiones, es una novela satírica de 1884 escrita por Edwin Abbott Abbott bajo el seudónimo "A Square" (Cuadrado A). Es una obra especialmente popular entre estudiantes de matemáticas, física y ciencias de la computación, ya que su fácil lectura resulta útil para estudiar el concepto de múltiples dimensiones. Como pieza literaria, Planilandia es un ejemplo de sátira de la jerarquía social imperante en la época victoriana.
En 2007 se rodó una película titulada Flatland y un cortometraje titulado Flatland: The Movie, ambos están basados en la novela.

## Argumento
El libro habla acerca de un mundo bidimensional llamado Planilandia. El narrador, un humilde cuadrado, nos guía a través de algunas de las implicaciones de su vida en dos dimensiones. Cuadrado A tiene un sueño en el cual visita un mundo unidimensional (Linealandia), e intenta convencer al rey de Linealandia acerca de la existencia de una segunda dimensión, la cual no puede ser entendida por los habitantes de Linealandia. Cuadrado A recibe entonces, la visita de una esfera tridimensional, de la cual no puede comprender la existencia hasta ver la tercera dimensión por sí mismo. Poco después tiene un sueño acerca de visitar Puntilandia la cual está compuesta de un solo punto con consciencia de su existencia que ocupa todo y no sabe de nada aparte de sí mismo. Con la Esfera aprende que no puede rescatar al punto de su estado de auto-satisfacción. Aprende a aspirar y a enseñar a otros a tener aspiraciones.
La relación estudiante-alumno se invierte cuando la mente de Cuadrado A se abre a nuevas dimensiones paralelas, y trata de convencer a la esfera de la existencia de otras dimensiones diferentes a las conocidas. Cuadrado A termina en prisión en Planilandia por sus intentos de corromper el pensamiento clausurado que había en Planilandia, el cual estaba establecido acerca de las dos únicas dimensiones. Impotente, queda encerrado anhelando que un visionario se encuentre algún día con sus memorias.

## Sociedad
La sociedad en Planilandia se encuentra fuertemente estratificada. En el fondo de la escala social y como la clase más baja están las mujeres que son representadas por las líneas y, por ende, son incapaces de evolucionar. Las mujeres carecen de derechos, se les prohíbe el acceso a la educación, se las describe como tontas, impulsivas y de corta memoria hasta el punto de que se utiliza con ellas un idioma diferente, más simple y emocional, que el lenguaje científico y racional que usan entre los hombres. 
Apenas por encima de las mujeres-líneas están los triángulo isósceles, que cuanto más agudos sean más brutales son considerados. Los isósceles son los obreros, soldados y en muchos casos, se convierten en criminales. Son tratados como la clase más baja y se les ejecuta sin miramientos ante el menor delito. Además, muchos criminales son llevados a las escuelas y universidades para usarlos en experimentos hasta que mueren (por falta de alimento) y son reemplazados. Los isósceles son masivamente muchos más que cualquier otra figura geométrica pero, debido a los odios y conflictos entre ellos, azuzados por la clase dominante, menguan su capacidad de acción junto con la propia represión estatal. 
Los isósceles más evolucionados tienen hijos equiláteros que conforman el siguiente estrato en la sociedad; la clase media baja; los artesanos y comerciantes. Como cada hombre tiene un hijo con un lado más que él (un triángulo tiene un cuadrado, y así sucesivamente), la siguiente clase social son los cuadrados y los pentágonos que representan la clase media alta; los profesionales; abogados, científicos, etc. Es difícil que un cuadrado o pentágono sea ejecutado por alguna falta, y usualmente los castigos para esta clase suelen ser la cadena perpetua.
La clase noble la representan los llamados polígonos, que se refiere a todo aquel por encima del hexágono. El estrato más alto de la sociedad son los sumos sacerdotes: los círculos. En realidad, no son círculos perfectos sino simplemente polígonos con tantos cientos de lados que parecen un círculo. El gobernante absoluto es el Jefe Círculo. Los círculos, muy frecuentemente, son estériles o tienen a lo sumo un solo hijo. 
Fuera de estos estratos sociales se encuentran los “irregulares” cualquier figura geométrica imperfecta con lados o ángulos irregulares. Son considerados deformes y predispuestos por naturaleza a la maldad. En algunos estados se les asesina al nacer, aunque en los más moderados se les aísla de la sociedad, obligándolos a tener trabajos rutinarios, siempre en cautiverio y estricta vigilancia, además de prohibírseles casarse para impedir que se reproduzcan. 
Siglos atrás sucedió lo que se llamó la Revolución Cromática, cuando tras descubrir los colores, las personas de todas las figuras geométricas se pintaron de vivos colores. Los cromatistas, como se les llamaba, liderados por un círculo irregular al que se le permitió vivir, predicaron la igualdad de todas las figuras y la obligatoriedad de todos de pintarse. Los círculos, hasta entonces, no se pintaban, pero los cromatistas abogaban porque se pintaran de los mismos colores que las mujeres, con lo cual lograrían emancipar a las mujeres. Pero un triángulo isósceles con colores de pentágono aprovechó esta confusión para violar a una joven línea, lo que le restó el apoyo femenino a la rebelión y esta fue reprimida finalmente por el Estado.

## Edición en castellano
- Edwin A. Abbott, Charles H. Hinton, Claude Bragdon (2023). De planilandia a la cuarta dimensión. Edición Jacobo Siruela. Cartoné, 376 páginas, 150 imágenes en blanco y negro, colección Imaginatio vera 160. Vilaür: Ediciones Atalanta. ISBN 978-84-126014-5-9.